# Lady Mastermind
Lady Mastermind est un personnage de fiction, une super-vilaine mutante créée par Marvel Comics. Elle est apparue pour la première fois dans X-treme X-men #6, en 2001.

## Origines
Regan Wyngarde est une des deux filles du Cerveau, télépathe décédé. Elle déteste sa demi-sœur Martinique. 
Elle travailla pour Sebastian Shaw qui comptait se venger de Sage et reprendre le contrôle de la pègre de Sydney. Pour forcer Sage à travailler pour Shaw, Regan la plaça dans un état d'illusion. Mais l'X-Woman réussit à s'en libérer à l'aide de Lifeguard et retourna le piège contre la jeune femme qui tomba dans le coma.

### Alliée aux X-Men
Regan conserva ses pouvoirs mutants après le M-Day.
On ignore comment mais des scientifiques récupérèrent son corps pour la soumettre à des tests sur la mutation. Elle fut retrouvée dans un laboratoire, avec Karima Shapandar (en), par Rocket et Iceberg. 
Quand Serafina s'empara de son corps, la possession la réveilla. Elle aida Malicia, infectée par un virus, et les X-Men à combattre Mystique et Pandemic. À leur victoire, elle accompagna le groupe de mutants sur Providence, l'île artificielle de Cable. Pendant leur séjour sur l'île, ils repoussèrent l'Hécatombe, une arme intelligente Shi'ar. Le monstre fut finalement battu par les pouvoirs de Malicia, décuplés par le virus Strain 88 qu'elle portait toujours.

### Une soudaine traîtrise
Regan se révéla finalement travailler avec Mystique et les Maraudeurs, qu'elle dissimulait grâce à ses pouvoirs télépathiques.
Durant le story-arc Messiah Complex, elle se rendit avec ses équipiers Feu du soleil, Gambit, Prism, le Casseur, Malice et Long Couteau à Cooperstown, Alaska, pour retrouver le premier né mutant depuis le M-Day. Mais ils combattirent sur place les Purifiers.
Les mercenaires mutants affrontèrent après les X-Men sur l'île de Muir. Malgré ses pouvoirs, elle fut repérée par Wolverine qui l'éventra.

## Pouvoirs
- Lady Mastermind est une mutante possédant des pouvoirs télépathiques, comme son père. Elle peut créer de puissantes illusions dans l'esprit de ses adversaires. Ses illusions sont hypnotiques et forment des scénarios et des changements d'environnement. Bien employés, les pouvoirs de Regan peuvent modifier les souvenirs et la vie de sa victime. De même, ils sont assez puissants pour blesser, assommer et même tuer, si la victime pense vraiment qu'elle se noie, par exemple.
- Elle peut lire dans les esprits et les souvenirs.
- Elle utilise des pistolets au combat.